# Lucianne Walkowicz
Lucianne Walkowicz (Nueva York, 1979) es una persona profesional de la astronomía, de nacionalidad estadounidense, que trabaja en el Planetario Adler y destaca por sus contribuciones de investigación en la actividad magnética estelar y su impacto en la idoneidad planetaria para la vida extraterrestre. Desde 2008, ha dirigido el proyecto sobre estrellas variables y transitorias del Gran Telescopio para Rastreos Sinópticos (LSST), y ha dirigido el programa LSST Data Science Fellowship desde su fundación. Se le ha reconocido internacionalmente por defender la conservación de los cielos nocturnos oscuros, y se le nombró Kavli Fellow de la Academia Nacional de Ciencias 2011 y miembro sénior de TED en 2012.
En 2017, recibió la quinta Cátedra en Astrobiología Baruch S. Blumberg NASA/Library of Congress en el Centro John W. Kluge de la Biblioteca del Congreso. Comenzó su titularidad académica el 1 de octubre de 2017, trabajando en un proyecto titulado "Miedo a un planeta verde: sistemas inclusivos de pensamiento para la exploración humana de Marte". Su proyecto apunta a crear un marco inclusivo para la exploración humana de Marte que abarque tanto la investigación de vanguardia sobre Marte como un lugar de importancia astrobiológica esencial, al tiempo que aprende de las diversas historias de exploración en la Tierra.
Walkowicz posee un grado en física y astronomía por la Universidad Johns Hopkins y una maestría y un doctorado en astronomía por la Universidad de Washington. Se interesó por la astronomía cuando era estudiante de pregrado en la Universidad Johns Hopkins, probando detectores para la nueva cámara del telescopio espacial Hubble.
En el 2016, apareció en el documental Lo and Behold, de Werner Herzog.
También apareció en la serie de National Geographic MARS.
Walkowicz es una persona no binaria, y utiliza los pronombres neutros "they/them".

## Premios y distinciones
El asteroide 205599 Walkowicz, descubierto por el Sloan Digital Sky Survey en 2001, fue nombrado en su honor.